# محمد خليفة
محمد خليفة ،لاعب كرة قدم مصري دولي من مواليد 5 أغسطس 1995 بمحافظة القاهرة، لاعب نادي ليتشويس الحالي.
بدأ مسيرته الكروية مع أشبال نادي الزمالك في عام 2010 وحتى 2014 حتى تم تصعيده للفريق الأول عام 2014 لاحتياج الفريق له حتى أصبح من اللاعيبة في التشكيلة الأساسية لنادي الزمالك ثم انتقل بداية موسم 2016 / 2017 إلى نادي بتروجيت ثم انتقل إلى نادي ليتشويس البرتغالي في الدرجة الثانية في يناير 2017.

## بطولات حصل عليها
- كأس مصر (2014-2015 & 2014-2013)